# Liege & Lief
Az 1969-es Liege & Lief a Fairport Convention negyedik nagylemeze. Csak közepes sikereket ért el, a brit albumlistán 15 hétig maradt, ezalatt a 17. pozíciót érte el. Szerepel az 1001 lemez, amit hallanod kell, mielőtt meghalsz című könyvben.

## Az album dalai
| 1. | Come All Ye        | Sandy Denny, Ashley Hutchings          | 4:55 |
| 2. | Reynardine         | tradicionális; hangszerelte a Fairport | 4:33 |
| 3. | Matty Groves       | tradicionális; hangszerelte a Fairport | 8:08 |
| 4. | Farewell, Farewell | Richard Thompson                       | 2:38 |

| 1. | The Deserter                                                           | tradicionális; hangszerelte a Fairport     | 4:10 |
| 2. | The Lark in the Morning/Rakish Paddy/Foxhunters' Jig/Toss the Feathers | tradicionális; hangszerelte Dave Swarbrick | 4:00 |
| 3. | Tam Lin                                                                | tradicionális; hangszerelte Swarbrick      | 7:20 |
| 4. | Crazy Man Michael                                                      | Thompson, Swarbrick                        | 4:35 |

## Közreműködők
- Sandy Denny – ének
- Dave Swarbrick – hegedű, brácsa
- Richard Thompson – elektromos és akusztikus gitár, háttérvokál
- Simon Nicol – elektromos, hathúros és tizenkéthúros akusztikus gitár, háttérvokál
- Ashley Hutchings – basszusgitár, háttérvokál
- Dave Mattacks – dobok, ütőhangszerek